# Mirna Martínez
Mirna Martínez – wenezuelska zapaśniczka w stylu wolnym. Brązowa medalistka mistrzostw świata w 1991 i ósma w 1992 roku.